# شوتارو دی
شوتارو دی (انگلیسی: Shotaro Dei؛ زادهٔ ۸ اوت ۱۹۸۶) بازیکن فوتبال اهل ژاپن است.